# Bjurholm
Bjurholm er en by i Västerbottens län i Ångermanland i Sverige, som ligger cirka 60 kilometer vest for Umeå ved Öreälven. Den er administrationsby i Bjurholms kommun og havde i 2010 968 indbyggere.